# Kungsbacka Närradio 95,2
Kungsbacka Närradio 95,2 startade sändningarna hösten 1985.
Det var Pingstkyrkan och Emanuelskyrkan i Kungsbacka som var de drivande i att starta närradio.
I dag finns huvudstudion i Kungsbacka Stadshus. Flera föreningsägda studios finns.